# الاتحاد العام لمقاولات المغرب
الاتحاد العام لمقاولات المغرب (بالفرنسية: Confédération générale des entreprises du Maroc)‏ المعروفة اختصارًا باسم CGEM؛ والمعروفة في الأوساط المغربية باسم طيطيف، هي جمعية مهنية لأرباب المقاولات المغربية، تأسست في 20 أكتوبر 1947، إبان الحماية الفرنسية على المغرب. وأصبحت جمعية حكومية مغربية في سنة 1969، بعد انضمام تجمع الصناعيين المغاربة إلى الكونفدرالية. تعتبر الهيئة، وجامعاتها القطاعية، الممثل الرئيسي للمقاولات المغربية أمام الحكومة المغربية وعلى مستوى الحوار الاجتماعي، بمعية المركزيات النقابية المغربية. آخر رئيس للجمعية هو صلاح الدين مزوار، السياسي المغربي المنتمي لحزب التجمع الوطني للأحرار والذي امتدت ولايته بين 22 ماي 2018 وأكتوبر 2019.

## تاريخ الجمعية
تأسست الجمعية في 1947، تحت تسمية الكنفدرالية العامة لأرباب المقاولات في المغرب. تداولت على رئاستها بين 1947 و1969 شخصيات أوروبية، قبل تتم مغربتها بانضمام جامعة الصناعيين المغاربة سنة 1969.

تميز تاريخ الجمعية باكتسابها التدريجي لصفة مجموعة ضغط اقتصادية، وصفة شريك اقتصادي للحكومة المغربية، خلال صياغة قوانين المالية والسياسات الجبائية والجمركية. كما شكلت الممثل الرئيسي للمقاولات المغربية خلال دورات الحوار الاجتماعي.

انتظمت الجمعية، ابتداء من تسعينات القرن العشرين في بنية فيدرالية عبر نظام الجامعات الوطنية، ومن أبرزها جامعات البناء والأشغال العمومية وجامعة المقاولات المتوسطة، التي تشكل أغلبية أعضاء الاتحاد.

ارتبط اسم الجمعية في التاريخ الاقتصادي المغربي بسؤالي الاستقلالية وتأثير الإدارة المغربية على ديمقراطيتها الداخلية. ويرى الاقتصادي المغربي إدريس بنعلي، أن الجمعية لم تستطع أبدا صنع استقلالية في قراراتها، مستدلا على ذلك بالمراجعة الضريبية العقابية التي شملت رئيسها السابق حسن الشامي، إثر انتقاده تدخل المحيط الملكي في الحياة الاقتصادية، مما شكل عاملا رادعا لأي محاولة بحث عن الاستقلالية من طرف الجمعية. وفي نفس الإطار، يرى الباحث المغربي مصطفى عنترة، أن الجمعية ظلت تتجاذبها مقاربتان للدور الذي يجب أن تلعبه في المشهد المغربي:
- الدور السياسي: المتمثل في ضرورة الحضور الوازن للجمعية في الساحة السياسية المغربية، اعتبارا «لجدلية السياسي والاقتصادي» ومن أجل القيام بدور جماعة ضغط سياسية لتأمين مصالح المقاولة المغربية. وقد تجلى هذا الدور في مثالين تاريخيين. خلال ولاية عبد الرحيم الحجوجي في التسعينات، التي تميزت بانفتاح الاتحاد على الحياة السياسية والنقابية المغربية، خلال مرحلة التناوب التوافقي[7]، وأيضا خلال ولاية عبد الرحمن بناني سميرس التي تميزت بتقرب الاتحاد من النقابات العمالية.
- الدور الاقتصادي: المتمثل في لعب الاتحاد لدور اقتصادي بحت، متفاد للتموقعات السياسية، درءا لأي اصطدام مع الإدارة المغربية، يؤدي إلى آثار سلبية لدى الأعضاء، على غرار الحملة التطهيرية لسنة 1995.

تميزت انتخابات الأجهزة التسييرية للاتحاد، منذ 2006، بسيادة ظاهرة المرشح الوحيد، المدعوم من طرف أجنحة في الدولة المغربية. ولقد عرفت انتخابات 2012، وصول أول امرأة لتسيير الاتحاد وهي سيدة الأعمال المغربية مريم بنصالح شقرون الرئيس المدير العام لشركة المياه المعدنية أولماس.
في أكتوبر 2019، اضطر صلاح الدين مزوار رئيس الاتحاد منذ 2015 إلى تقديم استقالته بعد أن تعرض لانتقاد شديد من طرف وزارة الخارجية المغربية على خلفية تصريحاته حول الوضع في الجزائر خلال مؤتمر دولي بمراكش.
في يناير 2021 ، انضم الاتحاد المغربي للصناعات الدوائية والابتكار إلى الاتحاد العام لمقاولات المغرب وله مقعد في مجلس إدارته </ref>

## سجل الرؤساء[3]
- 1955 - 1959: مارسيل كونشون (Marcel CONCHON)
- 1959 - 1962: لورين كروز (Lorrain CRUS)
- 1963 - 1965: جورج نيسطرينكو (George NESTRENKO)
- 1966 - 1967: جان إيمبيرتي (Jean IMBERTI)
- 1967 - 1969: روبير سافان (Robert SAVIN)
- 1969 - 1984: محمد عمور
- 1984 - 1984: محمد الإدريسي القيطوني
- 1984 - 1985: فاروق بنبراهيم
- 1985 - 1988: بنسالم جسوس
- 1988 - 1994: عبد الرحمن بناني سميرس
- 1994 - 2000: عبد الرحيم الحجوجي
- 2000 - 2006: حسن الشامي
- 2006 - 2009: مولاي حفيظ العلمي
- 2009 - 2012: محمد حوراني
- 2012 - 2015: مريم بنصالح شقرون
- 2015 - 2019: صلاح الدين مزوار[10]
- 2020 - الآن: شكيب لعلج.[12]

## وصلة خارجية
الموقع الرسمي للاتحاد العام لمقاولات المغرب